# Pseudotorellia fragilis
Pseudotorellia fragilis is een slakkensoort uit de familie van de Velutinidae. De wetenschappelijke naam van de soort is voor het eerst geldig gepubliceerd in 1989 door Warén.